# Перл Харбор
Перл Харбор (енгл. Pearl Harbor) је лука на острву Оаху, у Хавајском архипелагу, западно од Хонолулуа. Већи део луке и околног земљишта је у саставу дубоководне поморске базе Морнарице Сједињених Америчких Држава. Перл Харбор је седиште америчке Пацифичке флоте. Напад Јапана на Перл Харбор, 7. децембра 1941, довео је до уласка Сједињених Америчких Држава у Други светски рат.
Поморска база је 29. јануара 1964. проглашена за Национално историјско место. У оквиру својих граница, она садржи неколико других историјских споменика повезаних са нападом на Перл Харбор, укључујући и олупине бродова Аризона, Бовфин и Јута. С обзиром да се ради о активној поморској бази, многи историјски објекти су у опасности од рушења.